# Heteroglymma
Heteroglymma är ett släkte av skalbaggar. Heteroglymma ingår i familjen vivlar.

## Dottertaxa tillHeteroglymma, i alfabetisk ordning[1]
- Heteroglymma alata
- Heteroglymma albicans
- Heteroglymma basale
- Heteroglymma bifasciata
- Heteroglymma bifasciatum
- Heteroglymma biramosa
- Heteroglymma bispinosa
- Heteroglymma carinata
- Heteroglymma carinicollis
- Heteroglymma carinulifera
- Heteroglymma cimex
- Heteroglymma concava
- Heteroglymma concavum
- Heteroglymma echinata
- Heteroglymma hoplocnemis
- Heteroglymma interruptevittata
- Heteroglymma interruptovittatum
- Heteroglymma jekeli
- Heteroglymma klabatica
- Heteroglymma makalehiensis
- Heteroglymma perviride
- Heteroglymma pigra
- Heteroglymma radiolata
- Heteroglymma radiolatum
- Heteroglymma sejuncta
- Heteroglymma sejunctum
- Heteroglymma setosa
- Heteroglymma soputana
- Heteroglymma sudarae
- Heteroglymma virescens
- Heteroglymma wolterecki